# Saint-Amand-Villages
Saint-Amand-Villages ist eine Gemeinde im französischen Département Manche in der Normandie. Sie entstand als Commune nouvelle mit Wirkung vom 1. Januar 2017, indem die bisherigen Gemeinden Placy-Montaigu und Saint-Amand zusammengelegt wurden. Saint-Amand-Villages grenzt 
- im Norden an Précorbin (Gemeinde Saint-Jean-d’Elle), Lamberville und Giéville,
- im Nordosten an Le Perron,
- im Osten an Dampierre, im Südosten an Saint-Ouen-des-Besaces und Saint-Martin-des-Besaces (beide in der Gemeinde Souleuvre en Bocage),
- im Süden an Guilberville und Giéville, im Südwesten an Torigni-sur-Vire (alle drei in der Gemeinde Torigny-les-Villes) und im Westen an Condé-sur-Vire,
- im Nordwesten an Saint-Jean-des-Baisants (Berührungspunkt).

## Gliederung
| Ortsteil                         | ehemaliger INSEE-Code | Fläche (km²) | Einwohnerzahl zum 1. Januar 2022 |
| -------------------------------- | --------------------- | ------------ | -------------------------------- |
| Placy-Montaigu                   | 50404                 | 08,99        | .0212                            |
| Saint-Amand (Verwaltungssitz)000 | 50444                 | 29,20        | 2.311                            |

## Sehenswürdigkeiten
- Kirche von Placy-Montaigu
- Kirche Saint-Symphorien-les-Buttes, Monument historique

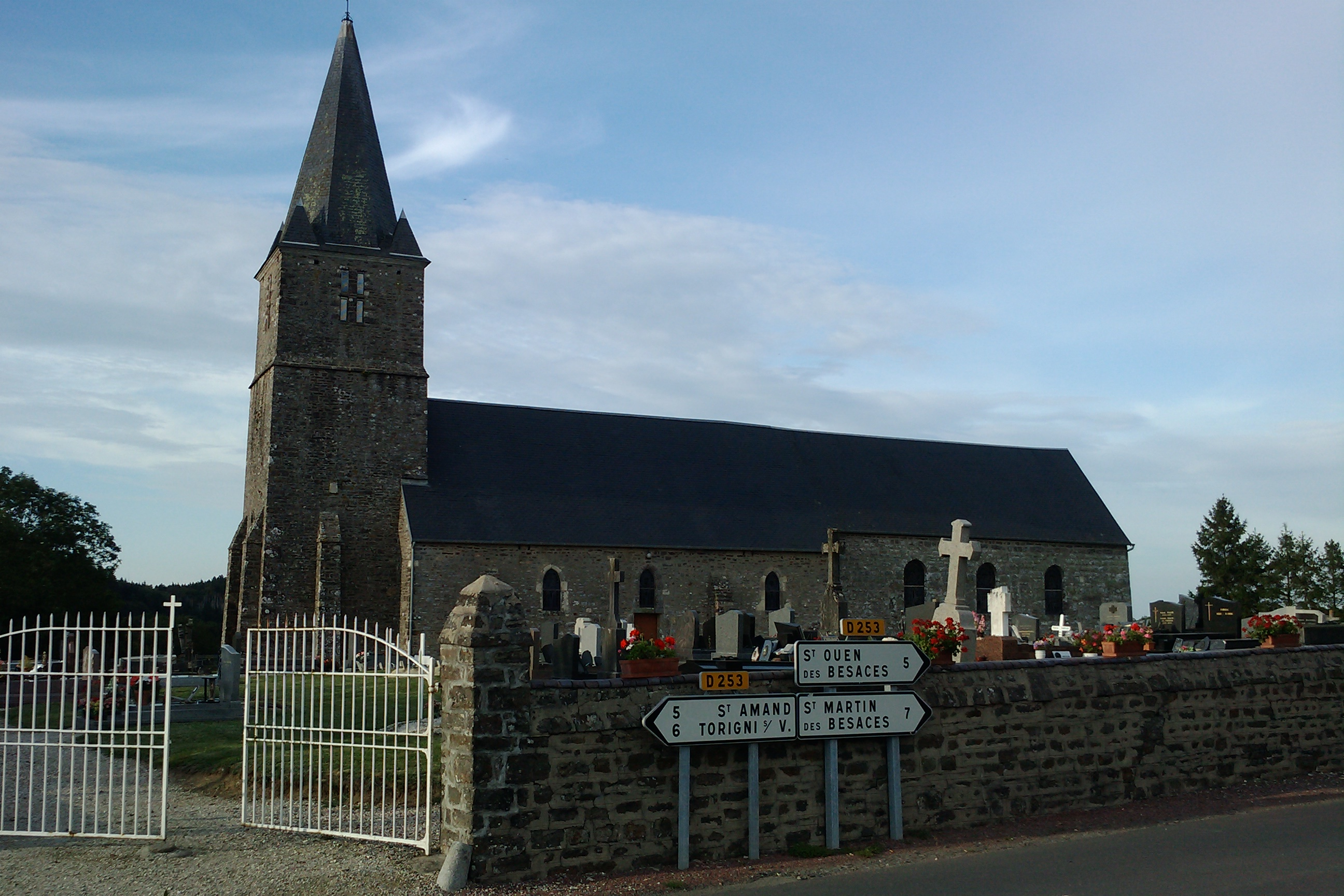
Kirche von Placy-Montaigu
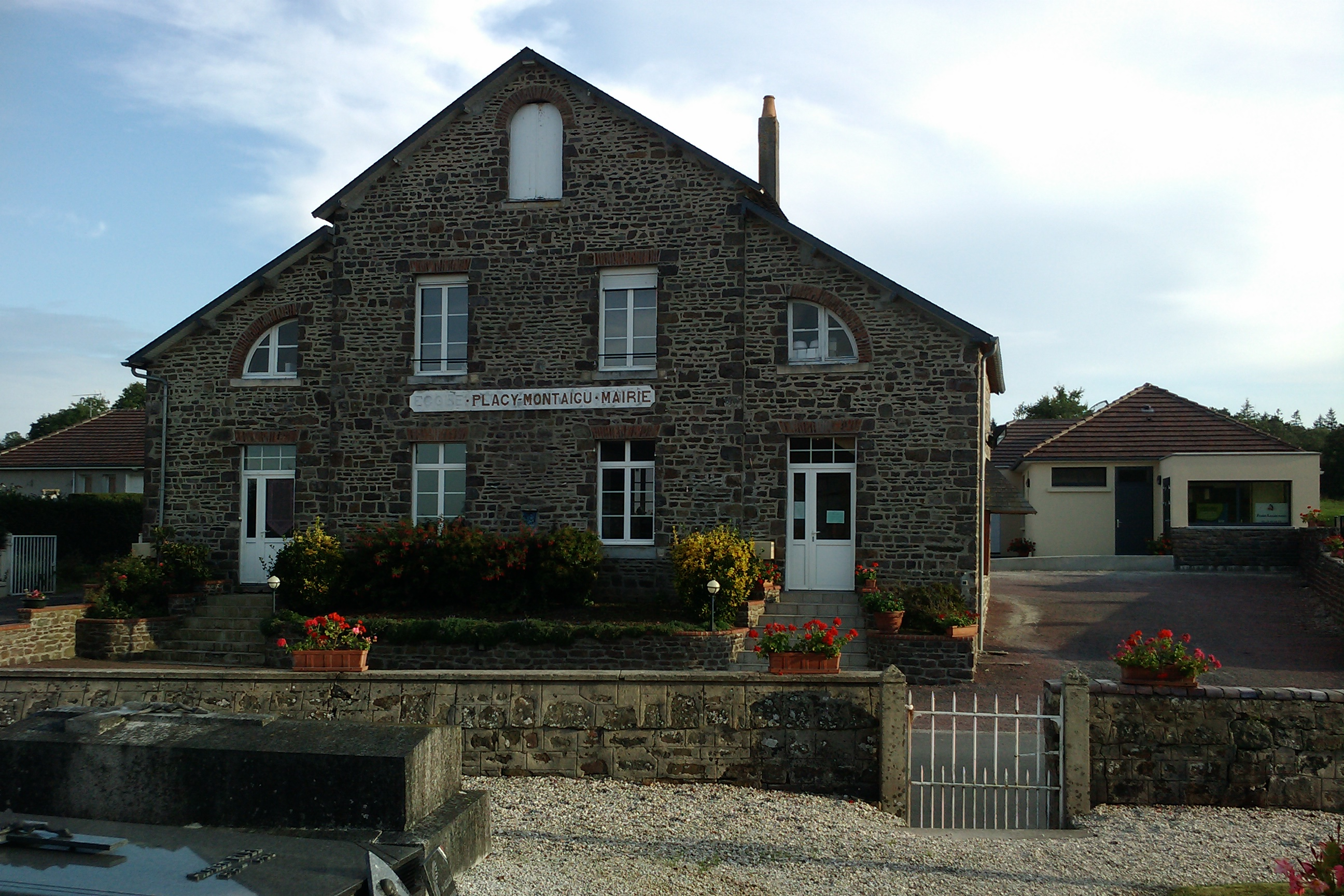
Die ehemalige Mairie von Placy-Montaigu
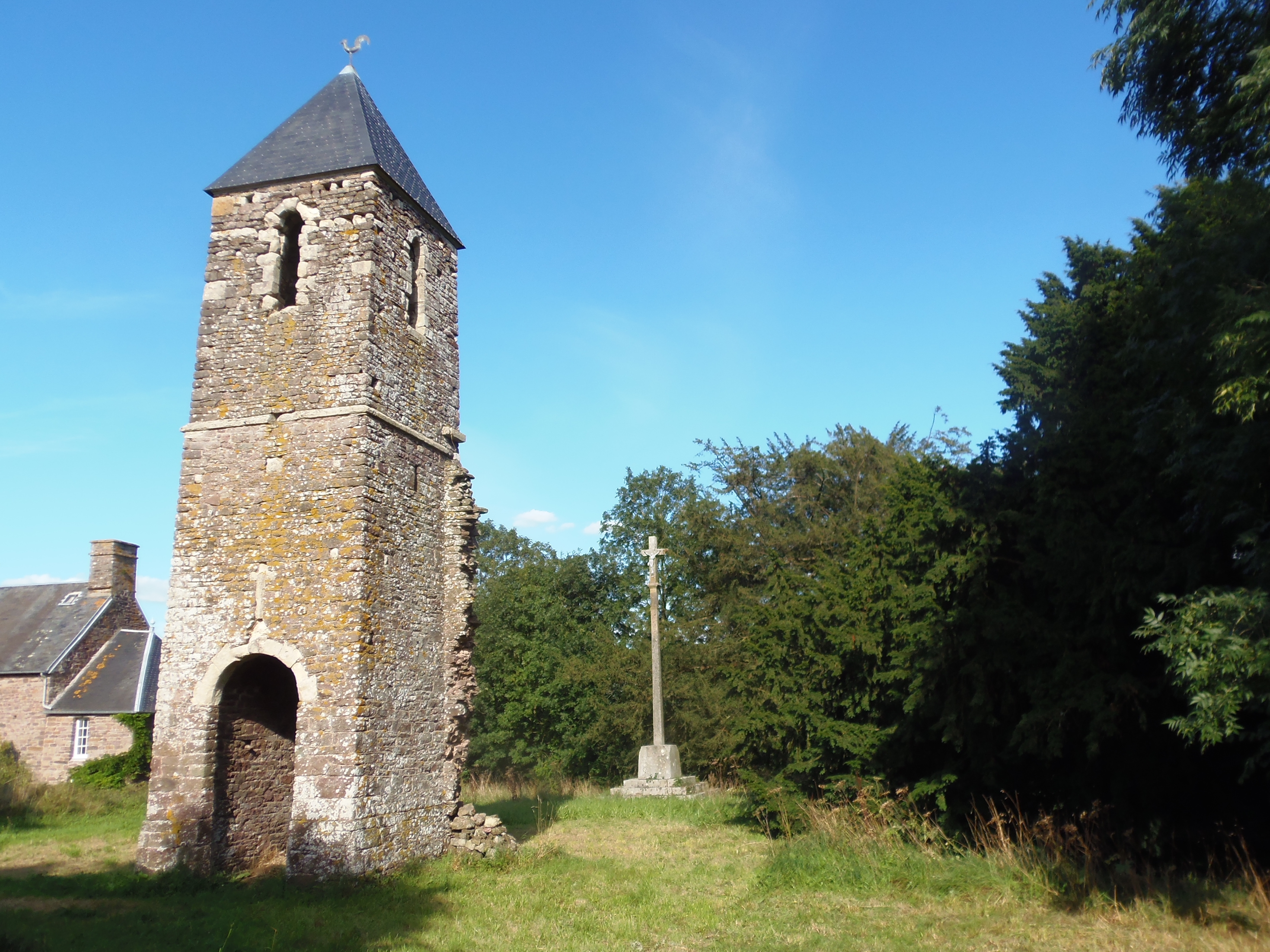
Turm einer nicht mehr bestehenden Kirche in Placy-Montaigu
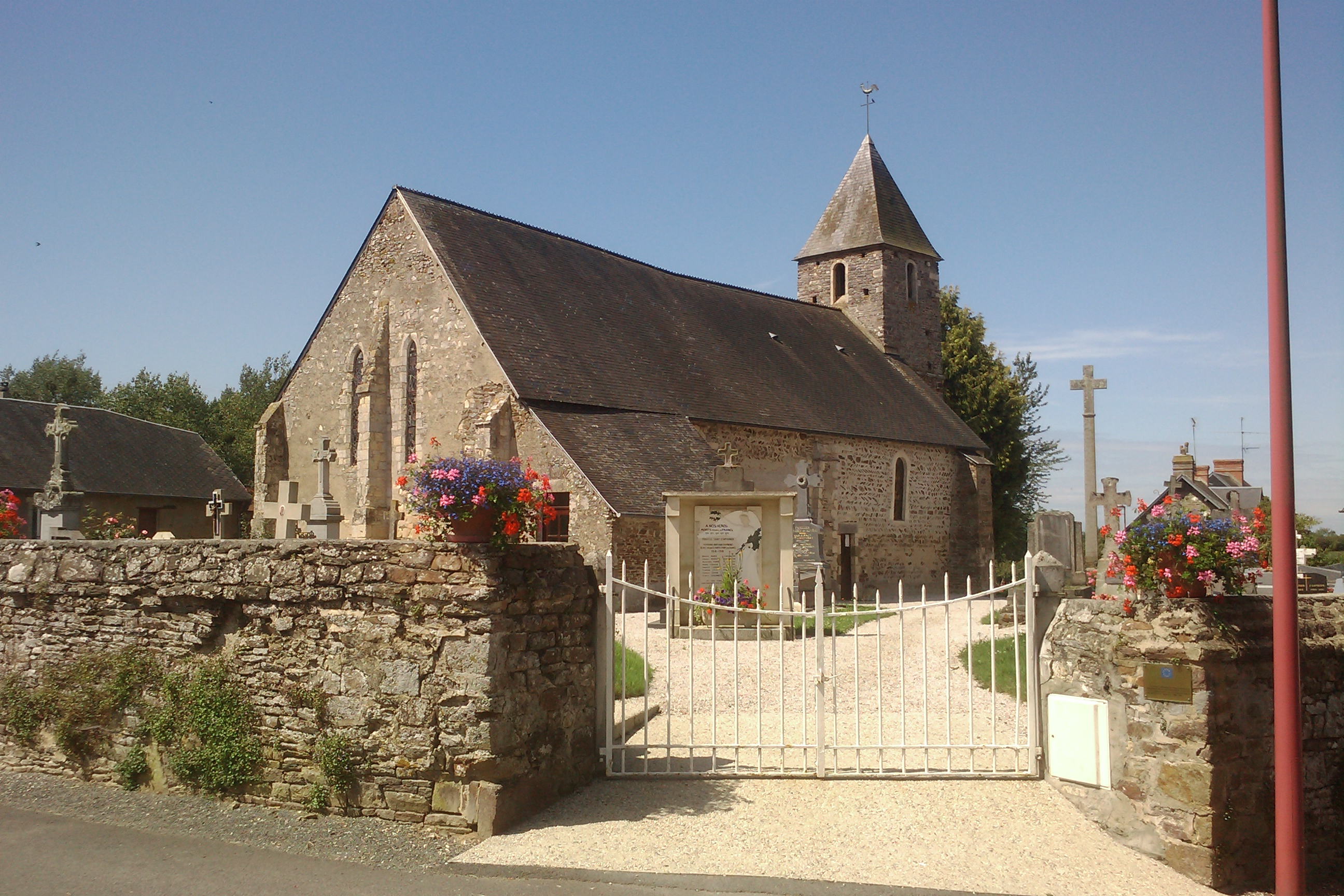
Kirche Saint-Symphorien-les-Buttes